# 12146 Ostriker
12146 Ostriker è un asteroide della fascia principale. Scoperto nel 1960, presenta un'orbita caratterizzata da un semiasse maggiore pari a 2,6509607 UA e da un'eccentricità di 0,1928718, inclinata di 11,29253° rispetto all'eclittica.